# Robert Patrick
Robert Patrick (n. 5 noiembrie 1958, Marietta⁠(d), Georgia, SUA) este un actor american de film și televiziune. Cele mai cunoscute roluri ale sale includ  John Doggett în The X-Files, Ray Cash în Walk the Line, Brigadier General Thomas Ryan în The Unit și T-1000 în Terminatorul 2: Ziua Judecății.

## Aspecte din viața personală
Patrick, cel mai mare dintre cei 5 frați ai săi, s-a născut în Marietta, Georgia sub numele de Robert Patrick Jr., fiul lui Nadine și Robert Patrick, un bancher. Și-a petrecut tinerețea în Bay Village, o mică suburbie din Cleveland, Ohio. A absolvit liceul Farmington din Farmington, Michigan în 1977. A fost atlet și fotbalist la universitatea statală de bowling (joc de bile).
Patrick este căsătorit cu actrița Barbara Patrick, care a apărut în câteva filme cu el. Împreună au un fiu pe nume Samuel și o fiică pe nume Austin. Patrick este frate cu Richard Patrick, chitaristul formației Nine Inch Nails și liderul formațiilor rock Filter și Army of Anyone.

## Cariera

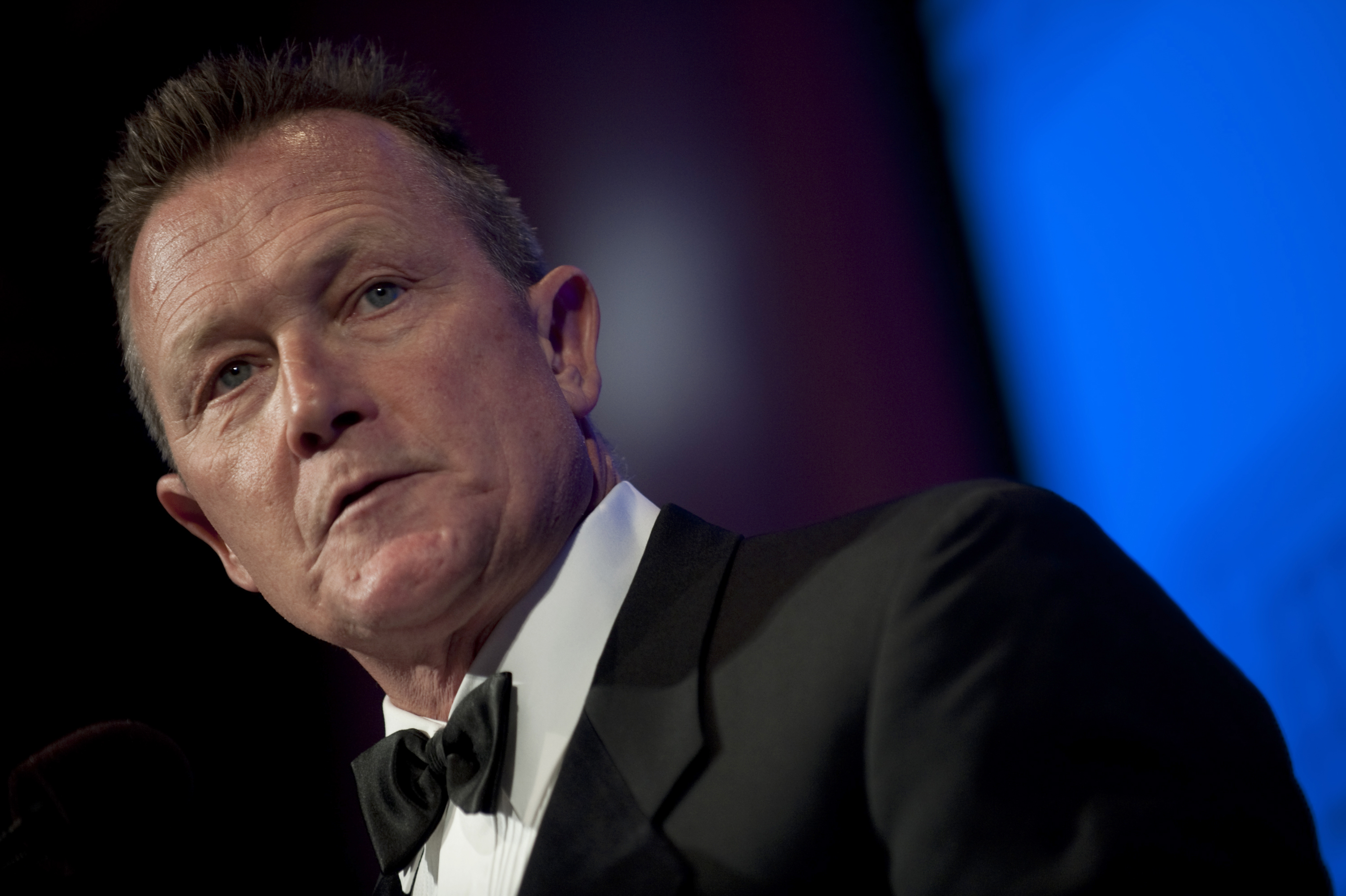
Actorul Robert Patrick se adresează oaspeților la Gala USO de la Marriott Wardman Park din Washington, D.C., 7 octombrie 2009.

Patrick a ajuns faimos prin rolul său dinn Terminatorul 2: Ziua Judecății în 1991 alături de Arnold Schwarzenegger. Acesta a interpretat personajul T-1000, un robot din metal lichid ce poate lua formă umană. Personajul T-1000 a mai fost folosit în alte 4 proiecte. În februarie 2009, regizorul filmului Terminatorul: Salvarea i-a spus lui Patrick că într-o anumită formă, va juca în filmul următor. În 2000, Patrick a apărut în câteva episoade din The Sopranos interpretând personajul David Scatino. Acesta a devenit cunoscut și pentru rolul său din ultimele 2 sezoane ale serialului X-Files între 2000 și 2002, fiind primul său rol în care era protagonist. În 2004, și-a făcut o apariție în episoadele pilot ale serialului Stargate Atlantis.Între 2005 și 2008 a mai apărut în Law & Order: Special Victims Unit, episodul Demons; în The Unit; Lonley Street; The Marine în octombrie 2006 și în We are Marshall. Robert Patrick este povestitorul serialului Disorderly Conduct: Video on Patrol de pe canalul Spike Tv.
Acesta a mai apărut de asemenea în videoclipul  Meat Loaf's "Objects in the Rear View Mirror" alături de Will Ester.

## Filmografie
- Eye of the Eagle (1986) - ca Johnny Ransom
- Equalizer 2000 (1986) - ca Deke
- Future Hunters (1986) - ca Slade
- Killer Instinct (1987) - ca Johnny Ransom
- Hollywood Boulevard II (1989) - ca Cameraman
- Die Hard 2 (1990) - ca O'Reilly
- Terminator 2: Judgment Day (1991) - ca T-1000
- Broken (1992) - ca Cop (neacreditat)
- Wayne's World (1992) - ca Bad Cop (T-1000)
- Body Shot (1993) - ca Mickey Dane
- Fire in the Sky (1993) - ca Mike Rogers
- Last Action Hero (1993) - ca T-1000 (Cameo)
- Swat Kats: The Radical Squadron (1993) - ca Dr. Lieter Greenbox (voice) (season 1)
- Double Dragon (1994) - ca Koga Shuko aka Guisman
- Hong Kong 97 (1994) - ca Reginald Cameron
- The Cool Surface (1994) - ca Jarvis Scott
- Zero Tolerance (1995) - ca Jeff Douglas
- The Outer Limits: "Quality of Mercy (1995) - Major John Skokes
- The Dig (1995) - ca Cmdr. Boston Low (voice)
- Last Gasp (1995) - ca Leslie Chase
- Decoy (1995) - ca Travis
- The Outer Limits: "The Light Brigade" (1996) - Major John Skokes
- T2 3-D: Battle Across Time (1996) - ca T-1000
- Striptease (1996) - ca Darrell Grant
- The Only Thrill (1997) - ca Tom McHenry
- Rosewood (1997) - as Fanny's lover
- Asylum (1997) - Nicholas Tordone
- Cop Land (1997) - ca Jack Duffy
- Hacks (1997) - ca Goatee
- The Vivero Letter (1998) - ca James Wheeler
- Tactical Assault (1998) - ca Col. Lee Banning
- Ambushed (1998) - ca Shannon Herrold
- Perfect Assassins (1998) (TV) - ca Leo Benita
- The Faculty (1998) - ca Coach Joe Willis
- Rogue Force (1998) - ca Jake McInroy
- From Dusk Till Dawn 2: Texas Blood Money (1999) - ca Buck
- A Texas Funeral (1999) - ca Zach
- Shogun Cop (1999) - ca Detective
- The Sopranos (2000) - ca David Scatino
- Mexico City (2000) - ca Ambassador Mills
- All the Pretty Horses (2000) - ca Cole
- Backflash (2001) - ca Ray Bennett
- Angels Don't Sleep Here (2001) - ca Det. Russell Stark
- Spy Kids (2001) - ca Mr. Lisp
- Texas Rangers (2001) - ca Sgt. John Armstrong
- The X-Files (2000–02) - ca John Doggett
- D-Tox (2002) - ca Noah
- Out of These Rooms (2002) - ca John Michael
- The Hire: Ticker (2002) - ca FBI agent (neacreditat)
- Pavement (2002) - ca Samuel Brown
- 1st to Die (2003) (TV) - ca Nick Jenkins
- Charlie's Angels: Full Throttle (2003) - ca Ray Carter
- Stargate Atlantis (2004) - ca Colonel Marshall Sumner
- Ladder 49 (2004) - ca Lenny Richter
- The Fix (2005) - ca Shay Riley
- Elvis (2005) - ca Vernon Presley
- Lost (2005) (episode "Outlaws") - ca Hibbs
- Supercross (2005) - ca Earl Cole
- Walk the Line (2005) - ca Ray Cash
- Law and Order: SVU (2005) (episode "Demons") - ca Ray Schenkel
- Firewall (2006) - ca Gary Mitchell
- The Marine (2006) - ca Rome
- Flags of Our Fathers (2006) - ca Colonel Chandler Johnson
- The Outfit (2006) - ca Deuce Williams
- The Unit (Television series, 2006 - 2009) - ca Colonel Tom Ryan
- We Are Marshall (2006) - ca Head Coach Rick Tolley (neacreditat)
- Bridge To Terabithia (2007) - as Jack Aarons
- Balls of Fury (2007) - ca Sgt. Pete Daytona
- Avatar: The Last Airbender (2007) - ca Piandao (voce)
- Fly Me to the Moon (2008) - ca Louie (voce)
- Strange Wilderness (2008) - ca Gus Hayden
- Autopsy (2008) - Dr. David Benway
- Alien Trespass (2009) - Vernon
- The Black Waters of Echo's Pond (2009) - ca Pete
- Lonely Street (2009) - ca Mr. Aaron
- Men Who Stare at Goats (2009) - ca Todd Nixon